# Anastasio Somoza Debayle
Pour les autres membres de la famille, voir Somoza.
Anastasio Somoza Debayle, né le 5 décembre 1925 à León et mort le 17 septembre 1980 à Asuncion, est un homme d'État et un dictateur nicaraguayen.
Il est président du Nicaragua de 1967 à 1972, puis de 1974 à 1979. En tant que chef de la Garde nationale nicaraguayenne, il exerce de facto le pouvoir, malgré tout, entre 1972 et 1974. Il est le dernier membre de la famille Somoza, une dynastie de dictateurs qui règne sur le Nicaragua depuis 1936 : Anastasio Somoza Debayle succéda à son frère, qui avait lui-même succédé à son père. Au pouvoir, il est un homme autoritaire, restreint les libertés, participe à l'augmentation des inégalités sociales dans le pays, et est mêlé à des affaires de détournements d'aides internationales.   
Il quitte la présidence et fuit le pays au moment où les mobilisations du Front sandiniste de libération nationale s'accentuent en juillet 1979, qui renversent finalement alors la dictature somoziste. Il s'exile d'abord aux États-Unis, puis au Paraguay, et est assassiné en septembre 1980 par un commando lié aux sandinistes.

## Biographie

### Premières années
Anastasio Somoza Debayle, connu sous l'hypocoristique Tachito, est né le 5 décembre 1925. C'est le second fils de Anastasio Somoza García (Tacho), président du Nicaragua depuis 1936. Étant le plus jeune des Somoza, il est envoyé en Floride étudier et à Long Island. Il sort diplômé de l'Académie militaire de West Point en 1946. L'année suivante, il est nommé par son père chef de la Garde nationale, l'organe répressif et le soutien du régime somoziste. 
Le 10 décembre 1950, il épouse à Managua Hope Portocarrero, une Américaine. La cérémonie de mariage est présidée par son père. Cinq enfants sont issus de cette union. Les époux se séparent par ailleurs à la fin des années 1970.

### Vie politique
Après l'assassinat de son père en 1956, le fils aîné et frère d'Anastasio, Luis Somoza Debayle, accède à la présidence du pays. En 1967, peu après la mort de ce dernier, Anastasio Somoza est élu président. Après une tentative de coup d'État, il conduit une purge au sein de son parti, le Parti libéral somoziste. 
Il doit abandonner son poste en 1972, une loi interdisant deux mandats consécutifs. Toutefois, avant de délaisser son poste, Somoza conclut une entente qui lui permettra de se représenter aux élections en 1974. L'accord avec l'opposition du Parti Conservateur devrait mener à la tenue d'élections libres, sous l’œil d'observateur internationaux. Il est remplacé entretemps par la Junte Nationale de Gouvernement, composée de deux libéraux et d'un conservateur et conserverait également le contrôle de la Garde nationale, qui a un pouvoir immense dans le pays. Une nouvelle Constitution est même rédigée et ratifiée par lui et son triumvirat en 1971.
Anastasio Somoza et son fils sont propriétaires de l'entreprise Plasmaferesis, fondée par un homme d'affaires cubain anticastriste. L'entreprise collecte quotidiennement du plasma sanguin auprès des nicaraguayens les plus pauvres pour le vendre aux États-Unis. Selon El Diario Nuevo et La Prensa, « chaque matin, les sans-abri, les ivrognes et les pauvres allaient vendre un demi-litre de sang pour 35 cordobas » (alors l'équivalent de cinq dollars US). Selon les rapports publiés à l'époque, les normes sanitaires de Plasmaferesis étaient lamentables, et les cliniques pouvaient prélever le sang de la même personne jusqu'à deux fois par semaine. 
En décembre 1972, un tremblement de terre dévaste la capitale du pays, Managua, faisant plus de dix mille morts, et détruisant la majorité de la ville. La loi martiale est promulguée et Somoza, en tant que chef de la Garde nationale, devient de facto l'homme fort du pays, profitant de son contrôle du triumvirat de la Junte Nationale de Gouvernement, et finissant par évincer son principal opposant, Agüero (Parti Conservateur). Il est prouvé par la suite que le clan Somoza a fait main basse sur la majorité de l'aide internationale reçue après le tremblement de terre.
Malgré tout, Somoza est réélu président lors des élections de 1974, sa volonté de se maintenir au sein d'un pouvoir répressif lui fait perdre l'appui d'anciens soutiens : l'oligarchie, les États-Unis et l'Église catholique qui commencent alors à s'opposer à son pouvoir. Il conserve néanmoins d'étroites relations avec Israël, dont les fournitures d'armement à la Garde nationale du Nicaragua ne s’interrompront que quinze jours avant qu'il ne quitte le pays.
À la fin des années 1970, des groupes défenseurs des droits de l'homme dénoncent les violations aux droits humains commises par son gouvernement.
Bien que l'ère de Somoza Debayle à la présidence du pays ait été marquée par une croissance économique notable, le partage des richesses est particulièrement inégal : la famille Somoza contrôle environ 60 % de l'activité économique du pays et les dépenses sociales sont faibles. Entre 1965 et 1975, le nombre d'enfants de moins de cinq ans souffrant de malnutrition a doublé, malgré le fait que le PIB ait également doublé durant cette période. 
Le 5 juillet 1978, la bourgeoisie opposée à Somoza fonde le Front élargi d’opposition (FAO) et propose l’installation d’un gouvernement provisoire et la tenue d’élections.
De septembre 1978 jusqu'à son éviction le 17 juillet 1979, une guerre civile fait rage entre le Front sandiniste de libération nationale de gauche qui s'empare des principales villes du pays et les forces fidèles à Somoza et son fils Anastasio Somoza Portocarrero, qui comprend notamment la Garde nationale et l'armée qui utilisent l'artillerie et l'aviation pour tenter de mater l'insurrection.

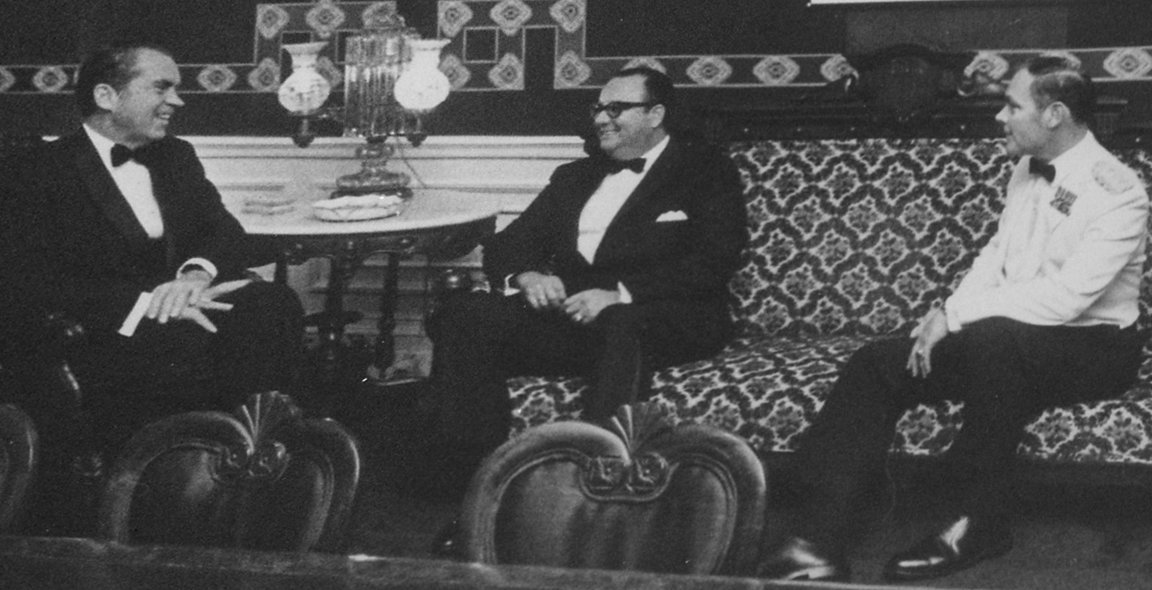
Lors d'une rencontre avec Richard Nixon (gauche) et Alexander M. Haig (droite) en 1971.

Le bilan est estimé à 40 000 morts liés directement au conflit.

### Après la politique
À l'aube du 17 juillet 1979, Anastasio Somoza Debayle démissionne et les Somoza fuient à Miami mettant ainsi fin au régime somoziste. Peu de temps après, il obtient l'asile au Paraguay avec l'aide du dictateur Alfredo Stroessner. Il acquiert dans le pays quelque 8 000 hectares de terres arables. Il est assassiné le 17 septembre 1980 à Asuncion quand sa voiture est détruite au lance-roquettes par un commando nicaraguayen — opération Reptile — auquel participa le guérillero argentin de l'ERP Enrique Gorriarán Merlo (es). Edén Pastora Gómez alors ministre de l'Intérieur du gouvernement sandiniste revendiqua en 1998 la paternité de cette attaque, attribuée à l'époque à des éléments indépendants argentins.

## Dans la culture
Anastasio Somoza Debayle est l'un des personnages récurrents du film Under Fire, sorti en 1983, avec Nick Nolte, Gene Hackman, Joanna Cassidy et Jean-Louis Trintignant. Il est interprété par René Enríquez.

## Décorations
- Grand-croix de l'ordre de Saint-Charles (Monaco, 1968)[10]